# Hugo Wormsbecher
Hugo Wormsbecher (russisch Гуго Густавович Вормсбехер; * 26. Juni 1938 in Marxstadt, ASSR der Wolgadeutschen, Russische SFSR, Sowjetunion; † 20. November 2024 in Moskau) war ein russlanddeutscher Schriftsteller und Sprecher der Russlanddeutschen in der Sowjetunion bzw. in Russland.

## Biografie
Hugo Wormsbecher wurde in der Wolgadeutschen Republik geboren und wuchs in der Verbannung in Sibirien auf. Nach dem Schulabschluss im sibirischen Barnaul und dem Militärdienst zog er 1962 nach Alma-Ata in Kasachstan, wo er als Dreher, Elektriker und zuletzt als Lehrer für Deutsch und Sport arbeitete. Wormsbecher absolvierte die Fakultät für Redakteure des Moskauer Polygraphischen Instituts. Ab 1965 war er bei der deutschsprachigen Tageszeitung Freundschaft in Zelinograd (dem heutigen Astana) tätig, ab 1970 bei der Moskauer Zeitung Neues Leben und in den Jahren 1980 bis 1990 als Redakteur des Almanachs Heimatliche Weiten tätig. Seine Erzählung Unser Hof, die das Leben einer deportierten Familie in der sibirischen Verbannung aus der Perspektive des Jungen Fritz schildert, „wurde lange vor der Perestroika-Zeit geschrieben, die Veröffentlichung wurde allerdings 15 Jahre lang verboten“. Er verfasste mehrere Bücher, Novellen, Erzählungen, Drehbücher und Bühnenstücke sowie zahlreiche literaturkritische Beiträge und publizistische Artikel zu aktuellen Problemen der Russlanddeutschen.
Wormsbecher war einer der Aktivisten der deutschen Nationalbewegung in der Sowjetunion der Nachkriegszeit; er war Teilnehmer der beiden Delegationen der Russlanddeutschen 1965 und 1988, die sich für die Wiederherstellung der Wolgadeutschen Republik einsetzten. Er gehörte zu den Mitbegründern der deutschen Nationalbewegung Wiedergeburt und bemühte sich um die Wiederherstellung der historischen Gerechtigkeit gegenüber den Russlanddeutschen. Er engagierte sich unter anderem als Vize-Präsident der Föderalen Nationalen Kulturautonomie der Russlanddeutschen (FNKA).

## Werke
- Unser Hof. 1969–1973
- Die Glocken in der Erde. 1997
- Bildende Kunst der Rußlanddeutschen im 18.–20. Jahrhundert. 1997